# John Philo Hoyt

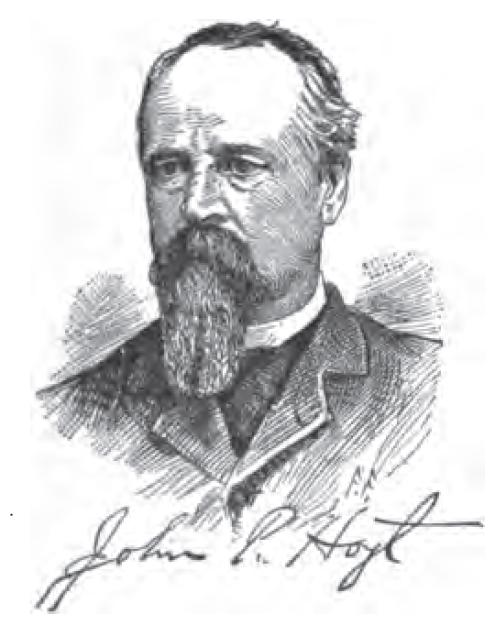
John Philo Hoyt

John Philo Hoyt (* 6. Oktober 1841 im Austinburg Township, Ohio; † 27. August 1926 in Seattle, Washington) war ein US-amerikanischer Politiker und von 1877 bis 1878 Territorialgouverneur im Arizona-Territorium.

## Frühe Jahre und Aufstieg in Michigan
John Hoyt besuchte die örtlichen Schulen seiner Heimat in Ohio und dann das Grand River Institute. Danach arbeitete er als Lehrer. Während des Bürgerkriegs war er Soldat der Union. Später wurde er auch Mitglied der Veteranenvereinigung Grand Army of the Republic. Nach dem Krieg setzte er seine Ausbildung mit einem Jurastudium in Cleveland fort. Nach seiner Zulassung als Rechtsanwalt begann er in Michigan in seinem neuen Beruf zu arbeiten.
Zwischen 1868 und 1876 lebte Hoyt in Vassar. Dort war er zeitweise Bezirksstaatsanwalt im Tuscola County. Politisch war er Mitglied der Republikanischen Partei. In den Jahren 1872 und 1874 wurde er in das Repräsentantenhaus von Michigan gewählt, dessen Präsident er 1875 werden sollte.

## Territorialgouverneur in Arizona
Am 22. Mai 1876 wurde John Hoyt von US-Präsident Ulysses S. Grant zum neuen geschäftsführenden Beamten (Secretary) im Arizona-Territorium ernannt. Am 8. Juli kam er in der Hauptstadt Tucson an. Neben seiner eigentlichen Tätigkeit arbeitete er in seiner neuen Heimat auch als Rechtsanwalt. Hoyt hat damals einige Gesetze des Territoriums überarbeitet und der Legislative zur Abstimmung unterbreitet. Nach dem Rücktritt von Territorialgouverneur Anson Safford wurde er zu dessen Nachfolger ernannt. Damit war er zwischen April 1877 und Juni 1878 Regierungschef in diesem Territorium. Nach einer Anweisung von Innenminister Carl Schurz musste er in dieser Zeit seine Anwaltstätigkeit ruhen lassen.
In seiner Amtszeit setzte sich Hoyt erfolgreich für eine Annäherung zwischen Zivilbevölkerung und dem Militär ein. Zwischen diesen Gruppen hatte es unter seinem Vorgänger Safford erhebliche Spannungen gegeben. Weniger erfolgreich war Hoyt in einem regionalen Konflikt zwischen den Bewohnern im Norden und denen im Süden. Die Spannungen zwischen diesen Teilen des Territoriums konnte auch Hoyt nicht überwinden. Er hielt sich in dieser Frage neutral. Damals wurde in Bisbee und Tombstone mit dem Bergbau begonnen, das erste zivile Telegraphensystem wurde eingerichtet und schließlich begann die Southern Pacific Railroad ihr Schienennetz von Kalifornien aus ostwärts nach Arizona zu erweitern. Gouverneur Hoyt wurde trotz seiner allgemeinen Beliebtheit bei der Bevölkerung durch John C. Frémont ersetzt.

## Weiterer Lebenslauf
Nach dem Ende seiner Gouverneurszeit im Arizona-Territorium wurde Hoyt die Stelle des Gouverneurs im Idaho-Territorium angeboten. Dort wurde der bisherige Amtsinhaber Mason Brayman wegen seines Verhaltens in einem Indianerkrieg entlassen. Hoyt lehnte das Angebot aber ab, weil er glaubte, die Abberufung Braymans sei falsch gewesen. Außerdem sah er Durchsetzungsprobleme angesichts der Vorgänge um Braymans umstrittene Entlassung bei der dortigen Bevölkerung. Im Januar 1879 wurde Hoyt stattdessen an den Obersten Gerichtshof im Washington-Territorium berufen. Dieses Amt bekleidete er bis 1887. Danach wurde er Manager der größten Bank in seinem Territorium. Im Jahr 1889 war Hoyt Vorsitzender der verfassungsgebenden Versammlung des neuen Bundesstaates Washington. Zwischen 1889 und 1897 war Hoyt Richter am Obersten Gerichtshof dieses Staates. Von 1898 bis 1902 war im Vorstand der Verwaltung (Board of Regents) der University of Washington und von 1902 bis 1907 lehrte er an dieser Universität das Fach Jura. John Hoyt starb im August 1926. Mit seiner Frau Lettie J. Lewis hatte er eine Tochter und zwei Söhne.